# Stay Together for the Kids
Singles de Blink-182
First Date
(2001) I Won't Be Home for Christmas
(2002)
Pistes de Take Off Your Pants And Jacket
06. The Rock Show Roller Coaster
(08)
Stay Together for the Kids est une chanson du groupe Blink-182 qui apparaît sur l'album Take Off Your Pants and Jacket. Sa version single est sortie le 19 février 2002. Les couplets sont chantés par Mark Hoppus et les refrains par Tom DeLonge, qui a écrit cette chanson en référence au divorce de ses parents quand il était enfant.

## Liste des pistes
| Stay Together for the Kids | Stay Together for the Kids     | Stay Together for the Kids | Stay Together for the Kids | Stay Together for the Kids | Stay Together for the Kids | Stay Together for the Kids | Stay Together for the Kids | Stay Together for the Kids | Stay Together for the Kids |
| No                         | Titre                          | Auteur                     | Durée                      |                            |                            |                            |                            |                            |                            |
| -------------------------- | ------------------------------ | -------------------------- | -------------------------- | -------------------------- | -------------------------- | -------------------------- | -------------------------- | -------------------------- | -------------------------- |
| 1.                         | Stay Together for the Kids     | Blink-182                  | 3:59                       |                            |                            |                            |                            |                            |                            |
| 2.                         | The Rock Show (Live à Chicago) | Blink-182                  | 3:06                       |                            |                            |                            |                            |                            |                            |
| 3.                         | Anthem Pt. 2 (Live à Chicago)  | Blink-182                  | 3:47                       |                            |                            |                            |                            |                            |                            |
| 10:54                      |                                |                            |                            |                            |                            |                            |                            |                            |                            |

Le CD contient aussi le clip de First Date.

## Collaborateurs
- Tom DeLonge — Chant, Guitare
- Mark Hoppus — Chant, Basse
- Travis Barker — Batterie